# Czerwone Gitary (2)
A Czerwone Gitary (2) a Czerwone Gitary 1967-ben megjelent második nagylemeze, melyet a Muza adott ki. Katalógusszámai: XL 0396 (mono), SLX 0396 (stereo). 

## Az album dalai

### A oldal
1. Wędrowne gitary
2. Cztery pory roku
3. Gdy ktoś kogoś pokocha
4. Nikt na świecie nie wie
5. Przed pierwszym balem
6. Co za dziewczyna

### B oldal
1. Stracic kogoś
2. Przestan wodzić mnie za nos
3. Ktoś, kogo nie znasz
4. Nikt nam nie weźmie młodości
5. Szukam tamtej wiosny
6. Jestem malarzem nieszczęśliwym
7. Z obłoków na ziemię

## Közreműködők
- Krzysztof Klenczon – ének, gitár,
- Seweryn Krajewski – ének, basszusgitár, orgona
- Bernard Dornowski – ének, gitár
- Jerzy Skrzypczyk – ének, ütős hangszerek